# Anna Michalska (prawnik)
Anna Michalska (ur. 3 czerwca 1940 w Warszawie, zm. 6 grudnia 2001 w Poznaniu) – polska prawniczka, profesor prawa międzynarodowego.

## Życiorys
Urodziła się w Warszawie, ale po zakończeniu II wojny światowej jej rodzina przeniosła się do Poznania. Tam ukończyła studia na Wydziale w Prawa i Administracji UAM. Pracę magisterską napisała pod kierunkiem Józefa Górskiego w 1962. Następnie znalazła zatrudnienie jako pracownik naukowy w Katedrze Teorii Pastwa i Prawa WPiA UAM. W 1967 uzyskała stopień doktora nauk prawnych na podstawie rozprawy Normy prawa a normy techniczne w Polsce Ludowej, której promotorem był Adam Łopatka.
W 1970 odbyła studia w Międzynarodowym Instytucie Praw Człowieka w Strasburgu. Od tej pory problematyka ochrony praw człowieka była jej głównym polem badawczym. Uzyskała stopień doktora habilitowanego w 1974 na podstawie pracy Podstawowe prawa człowieka w prawie wewnętrznym a Pakty Praw Człowieka. Od 1983 była zatrudniona w Katedrze Prawa Międzynarodowego Publicznego. Tytuł profesora nadzwyczajnego uzyskała w 1986, a profesora zwyczajnego w 1992.
Była zaangażowana w obronę praw człowieka w Polsce. Współpracowała z Komitetem Helsińskim, którego członkiem została w 1989.
Była sekretarzem redakcji Ruchu Prawniczego, Ekonomicznego i Socjologicznego w latach 1964–1992. Od 1966 była poważnie chora. Zmarła w 2001.
W 1996 została wydana książka O prawach człowieka – w podwójną rocznicę paktów: księga pamiątkowa w hołdzie profesor Annie Michalskiej (red. Tadeusz Jasudowicz i Cezary Mik), a w 2001 ukazała się praca poświęcona jej działalności naukowej: Katarzyna Hulisz Interpretacja praw człowieka w publikacjach Anny Michalskiej.

## Wybrane publikacje
Książki:
- Podstawowe prawa człowieka w prawie wewnętrznym a Pakty Praw Człowieka (1974)
- Prawa Człowieka w systemie norm międzynarodowych (1982)
- Komitet Praw Człowieka. Kompetencje, funkcjonowanie, orzecznictwo (1994)
- Dylematy współczesnej biotechnologii : z perspektywy biotechnologa i prawnika (z Tomaszem Twardowskim, 2000)

Artykuły:
- Prawo do życia w traktatach międzynarodowych (RPEiS 1984)
- Interpretacja Międzynarodowego Paktu Praw Cywilnych i Politycznych w świetle raportów Komitetu Praw Człowieka (RPEiS 1986)
- Skarga indywidualna przed Komitetem Praw Człowieka: warunki dopuszczalności (1992)
- O retroaktywności Protokołu Fakultatywnego do Paktu Praw Obywatelskich i Politycznych (1993)
- Właściwość skargi "ratione temporis" w świetle orzecznictwa Komitetu Praw Człowieka (1996)[4].